# Население Тывы
Численность населения Республики Тыва по данным Росстата составляет 338 483 чел. (2025). Плотность населения — 2,01 чел./км2 (2025). Городское население — 
54,45 % (2022).

## История

### Период до образования ТНР
В конце 1918 года население Тувы составляло 60 тысяч человек, в том числе 48 тысяч тувинцев, другие национальности составляли 12 тысяч человек (в своём большинстве это были русские). В Туве насчитывалось 18 тысяч хозяйств, из которых 86 % составляли тувинские скотоводческие хозяйства, а 14 % составляли земледельческие хозяйства русских крестьян.
В 1921 году (на момент провозглашения Тувинской Народной Республики) в Туве проживало около 63 тысяч человек, из которых 50 тысяч составляли тувинцы, а 13 тысяч русские и другие национальности.

### Период существования ТНР (1921—1944)
В период существования Тувинской Народной Республики этническое тувинское население учитывалось органами власти тувинских кожуунов, а советское (в основном — русское) население учитывалось экономическим отделом Русской самоуправляющейся трудовой колонии.
В 1931 году была проведена первая перепись населения Тувинской Народной Республики, согласно которой население Тувы составило 82,2 тысячи человек, из которых 64,9 тысячи были тувинцами, а 17,3 тысячи человек были других национальностей (в основном русскими). Среди общего числа хозяйств 87 % были тувинскими, 12 % русскими, а 1 % составляли другие национальности. 88 % тувинских хозяйств в 1931 году вели кочевой образ жизни. Население республики проживало в 13 тысячах юрт, 1,4 тысячи чумов и почти 5 тысячах домов. Подавляющее большинство населения (76,1 тысяча человек) относились к сельскохозяйственному населению (в республике было 3,9 тысячи трудоспособных колхозников). Лишь 6,1 тысячи человек не были связаны с сельским хозяйством (численность приведена вместе с семьями): рабочие — 2802 человека, служащие — 1823 человека, кустари — 538 человек, другие — 934 человека. В Тувинской Народной Республике на момент переписи было 787 буддийских лам, 411 шаманов и 314 шаманок.
В 1944 году, в последнем году существования Тувинской Народной Республики, её население составляло 95,4 тысячи человек, из которых 81,1 тысячи были тувинцами, а 14,3 тысячи были других национальностей (в основном русскими).

### В составе СССР
На момент вхождения в СССР в составе населения Тувы 81 % населения составляли тувинцы, среди жителей Тувы горожан было 6,3 %.
По данным на 1946 год в населении Тувинской Автономной Области рабочих и служащих было 24,1 %, колхозников — 4,9 %, крестьян-единоличников и кустарей было 71 %.
Первая перепись населения Тувинской Автономной Области была проведена как часть Всесоюзной переписи населения 1959 года. Тогда население Тувы составило 171 928 человек, в том числе 97 996 тувинцев (57,00 %), 68 924 русских (40,09 %), 1 726 хакасов (1,00 %), 1 105 украинцев (0,64 %), 481 татар (0,28 %). В Туве в 1959 году было 6 населённых пунктов городского типа: г. Кызыл — 34 462 жителя, г. Туран — 5 646 жителей, пгт Кызыл-Мажалык — 4 887 жителей, г. Чадан — 4 709 жителей, г. Шагонар — 4 155 жителей, пгт Хову-Аксы — 2 900 жителей. Кроме того в Туве было несколько крупных сёл: Сарыг-Сеп — 2970 жителей, Тэли — 2 477 жителей, Бай-Хак — 2 283, Чаа-Холь — 2 199, Суг-Аксы — 2 027, Самагалтай — 1542 жителя. Всего в Туве было 56 759 городских жителей (33,01 %) и 115 169 — сельских (66,99 %).

## Динамика численности населения
| 1950     | 1959     | 1970     | 1979     | 1987     | 1989     | 1990     | 1991     | 1992     | 1993     |
| -------- | -------- | -------- | -------- | -------- | -------- | -------- | -------- | -------- | -------- |
| 123 000  | ↗171 928 | ↗230 864 | ↗266 453 | ↗289 000 | ↗309 129 | ↗312 576 | ↘304 459 | ↘303 300 | ↘302 348 |
| 1994     | 1995     | 1996     | 1997     | 1998     | 1999     | 2000     | 2001     | 2002     | 2003     |
| ↘302 160 | ↗303 452 | ↗305 042 | ↗305 404 | ↘305 316 | ↗306 169 | ↘306 152 | ↘305 729 | ↘305 510 | ↘305 493 |
| 2004     | 2005     | 2006     | 2007     | 2008     | 2009     | 2010     | 2011     | 2012     | 2013     |
| ↗306 448 | ↗307 659 | ↗308 491 | ↗309 439 | ↗311 619 | ↗313 940 | ↘307 930 | ↗308 160 | ↗309 347 | ↗310 460 |
| 2014     | 2015     | 2016     | 2017     | 2018     | 2019     | 2020     | 2021     | 2022     | 2023     |
| ↗311 761 | ↗313 777 | ↗315 637 | ↗318 550 | ↗321 722 | ↗324 423 | ↗327 383 | ↗336 651 | ↘336 251 | ↗337 271 |
| 2024     | 2025     |          |          |          |          |          |          |          |          |
| ↗337 544 | ↗338 483 |          |          |          |          |          |          |          |          |

## Демография
| Рождаемость (число родившихся на 1000 человек населения) | Рождаемость (число родившихся на 1000 человек населения) | Рождаемость (число родившихся на 1000 человек населения) | Рождаемость (число родившихся на 1000 человек населения) | Рождаемость (число родившихся на 1000 человек населения) | Рождаемость (число родившихся на 1000 человек населения) | Рождаемость (число родившихся на 1000 человек населения) | Рождаемость (число родившихся на 1000 человек населения) | Рождаемость (число родившихся на 1000 человек населения) |
| 1970                                                     | 1975                                                     | 1980                                                     | 1985                                                     | 1990                                                     | 1995                                                     | 1996                                                     | 1997                                                     | 1998                                                     |
| -------------------------------------------------------- | -------------------------------------------------------- | -------------------------------------------------------- | -------------------------------------------------------- | -------------------------------------------------------- | -------------------------------------------------------- | -------------------------------------------------------- | -------------------------------------------------------- | -------------------------------------------------------- |
| 28,2                                                     | ↘27,3                                                    | ↘26,6                                                    | ↗28,4                                                    | ↘26,2                                                    | ↘20                                                      | ↘18,4                                                    | ↘15,8                                                    | ↗17                                                      |
| 1999                                                     | 2000                                                     | 2001                                                     | 2002                                                     | 2003                                                     | 2004                                                     | 2005                                                     | 2006                                                     | 2007                                                     |
| ↘15,7                                                    | ↘15,6                                                    | ↗16,1                                                    | ↗18,4                                                    | ↗20,5                                                    | ↘20                                                      | ↘19,4                                                    | ↘19,3                                                    | ↗24,4                                                    |
| 2008                                                     | 2009                                                     | 2010                                                     | 2011                                                     | 2012                                                     | 2013                                                     | 2014                                                     |                                                          |                                                          |
| ↗25,2                                                    | ↗26,1                                                    | ↗26,9                                                    | ↗27,1                                                    | ↘26,5                                                    | ↘26,1                                                    | ↘25,3                                                    |                                                          |                                                          |

| Смертность (число умерших на 1000 человек населения) | Смертность (число умерших на 1000 человек населения) | Смертность (число умерших на 1000 человек населения) | Смертность (число умерших на 1000 человек населения) | Смертность (число умерших на 1000 человек населения) | Смертность (число умерших на 1000 человек населения) | Смертность (число умерших на 1000 человек населения) | Смертность (число умерших на 1000 человек населения) | Смертность (число умерших на 1000 человек населения) |
| 1970                                                 | 1975                                                 | 1980                                                 | 1985                                                 | 1990                                                 | 1995                                                 | 1996                                                 | 1997                                                 | 1998                                                 |
| ---------------------------------------------------- | ---------------------------------------------------- | ---------------------------------------------------- | ---------------------------------------------------- | ---------------------------------------------------- | ---------------------------------------------------- | ---------------------------------------------------- | ---------------------------------------------------- | ---------------------------------------------------- |
| 8,3                                                  | ↗9,1                                                 | ↗10,2                                                | ↘9,2                                                 | ↘8,6                                                 | ↗13                                                  | ↗13,3                                                | ↘12,7                                                | ↘11,7                                                |
| 1999                                                 | 2000                                                 | 2001                                                 | 2002                                                 | 2003                                                 | 2004                                                 | 2005                                                 | 2006                                                 | 2007                                                 |
| ↗13,3                                                | ↗13,4                                                | →13,4                                                | ↗14,7                                                | ↗15,1                                                | ↘13,3                                                | ↗14                                                  | ↘12,3                                                | ↘11,9                                                |
| 2008                                                 | 2009                                                 | 2010                                                 | 2011                                                 | 2012                                                 | 2013                                                 | 2014                                                 |                                                      |                                                      |
| ↘11,3                                                | ↗11,6                                                | →11,6                                                | ↘10,9                                                | ↗11,1                                                | ↘11                                                  | ↘10,9                                                |                                                      |                                                      |

| Естественный прирост населения (на 1000 человек населения, знак (-) означает естественную убыль населения) | Естественный прирост населения (на 1000 человек населения, знак (-) означает естественную убыль населения) | Естественный прирост населения (на 1000 человек населения, знак (-) означает естественную убыль населения) | Естественный прирост населения (на 1000 человек населения, знак (-) означает естественную убыль населения) | Естественный прирост населения (на 1000 человек населения, знак (-) означает естественную убыль населения) | Естественный прирост населения (на 1000 человек населения, знак (-) означает естественную убыль населения) | Естественный прирост населения (на 1000 человек населения, знак (-) означает естественную убыль населения) | Естественный прирост населения (на 1000 человек населения, знак (-) означает естественную убыль населения) | Естественный прирост населения (на 1000 человек населения, знак (-) означает естественную убыль населения) |
| 1970 | 1975 | 1980 | 1985 | 1990 | 1995 | 1996 | 1997 | 1998 |
| --- | --- | --- | --- | --- | --- | --- | --- | --- |
| 19,9 | ↘18,2 | ↘16,4 | ↗19,2 | ↘17,6 | ↘7 | ↘5,1 | ↘3,1 | ↗5,3 |
| 1999 | 2000 | 2001 | 2002 | 2003 | 2004 | 2005 | 2006 | 2007 |
| ↘2,4 | ↘2,2 | ↗2,7 | ↗3,7 | ↗5,4 | ↗6,7 | ↘5,4 | ↗7 | ↗12,5 |
| 2008 | 2009 | 2010 | 2011 | 2012 | 2013 | 2014 | | |
| ↗13,9 | ↗14,5 | ↗15,3 | ↗16,2 | ↘15,4 | ↘15,1 | ↘14,4 | | |

| Ожидаемая продолжительность жизни при рождении (число лет) | Ожидаемая продолжительность жизни при рождении (число лет) | Ожидаемая продолжительность жизни при рождении (число лет) | Ожидаемая продолжительность жизни при рождении (число лет) | Ожидаемая продолжительность жизни при рождении (число лет) | Ожидаемая продолжительность жизни при рождении (число лет) | Ожидаемая продолжительность жизни при рождении (число лет) | Ожидаемая продолжительность жизни при рождении (число лет) | Ожидаемая продолжительность жизни при рождении (число лет) |
| 1990                                                       | 1991                                                       | 1992                                                       | 1993                                                       | 1994                                                       | 1995                                                       | 1996                                                       | 1997                                                       | 1998                                                       |
| ---------------------------------------------------------- | ---------------------------------------------------------- | ---------------------------------------------------------- | ---------------------------------------------------------- | ---------------------------------------------------------- | ---------------------------------------------------------- | ---------------------------------------------------------- | ---------------------------------------------------------- | ---------------------------------------------------------- |
| 62,5                                                       | ↘60,9                                                      | ↘60,2                                                      | ↘57,4                                                      | ↘54,7                                                      | ↗55,1                                                      | ↘54,8                                                      | ↗55,3                                                      | ↗57,3                                                      |
| 1999                                                       | 2000                                                       | 2001                                                       | 2002                                                       | 2003                                                       | 2004                                                       | 2005                                                       | 2006                                                       | 2007                                                       |
| ↘55                                                        | ↗55,2                                                      | ↗55,3                                                      | ↘53,8                                                      | ↗54,2                                                      | ↗56,5                                                      | ↘56                                                        | ↗58,4                                                      | ↗59,2                                                      |
| 2008                                                       | 2009                                                       | 2010                                                       | 2011                                                       | 2012                                                       | 2013                                                       |                                                            |                                                            |                                                            |
| ↗60,5                                                      | ↘60                                                        | ↗60,5                                                      | ↗61,4                                                      | ↘61,1                                                      | ↗61,8                                                      |                                                            |                                                            |                                                            |

Показатель естественного прироста населения по республике в целом в 2011 г. достиг 15,3 ‰, что на 0,8 ‰ больше, чем в 2010 году. К кожуунам-лидерам по приросту населения (20 ‰ и более) можно отнести Тес-Хемский (24,9 ‰), Чаа-Хольский (24,6 ‰), Сут-Хольский (22,3 %), Чеди-Хольский (21,9 ‰), Дзун-Хемчикский (21,2 ‰) и Тандинский (20,6 ‰). Численность населения столицы республики Тыва г. Кызыла постепенно растет и в 2011 г. составила 110 233 чел. Наблюдается увеличение данного показателя на 1927 чел. по сравнению с 2009 г. Население второго по величине города республики — г. Ак-Довурака (Барун-Хемчикский кожуун) составляет 13482 чел. (2011).
Средний возраст жителей республики — 29,1 лет (2010), среди них горожане в возрасте 30,2 лет и жители сёл — 28,1 лет. Что касается распределения населения Тувы по возрастным группам, то большую его часть (61,2 %) составляет трудоспособное население, из которого 33,4 % — доля городского населения, 27,8 % — трудоспособные жители села. Оставшаяся часть представлена населением в возрасте моложе (29,2 %) и старше (9,6 %) трудоспособного. Ожидаемая продолжительность жизни населения при рождении по данным 2009 г. составила 60 лет, при этом лидирующие позиции у мужчин и женщин, проживающих в городах — 57,2 и 69 лет соответственно. Среди сельских жителей этот показатель немного меньше — 56,7 лет.
Соотношение мужчин и женщин (данные Росстат)
| Год  | Количество женщин на 1000 мужчин |
| ---- | -------------------------------- |
| 2005 | 1115                             |
| 2010 | 1108                             |
| 2011 | 1102                             |
| 2012 | 1100                             |
| 2013 | 1097                             |
| 2014 | 1092                             |
| 2015 | 1093                             |
| 2016 | 1089                             |
| 2017 | 1088                             |

## Национальный состав

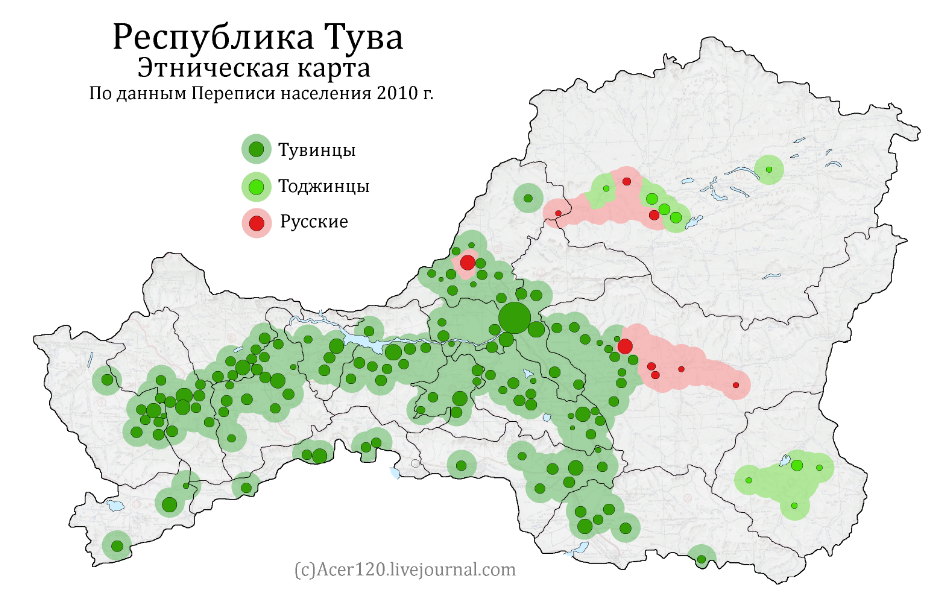
Этническая карта Республики Тывы по населённым пунктам, перепись 2010 г.

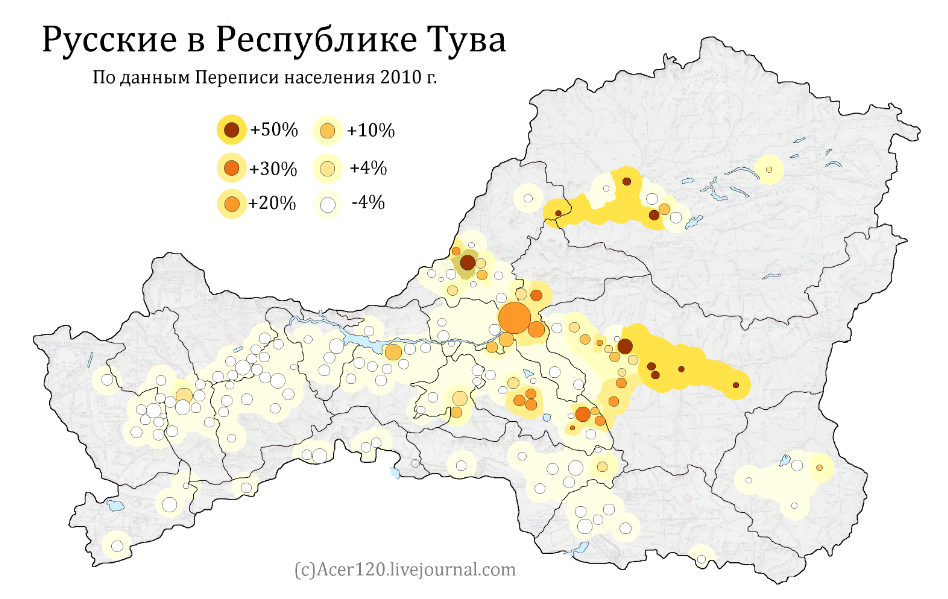
Русские в Республике Тыва по населённым пунктам в %, перепись 2010 г.

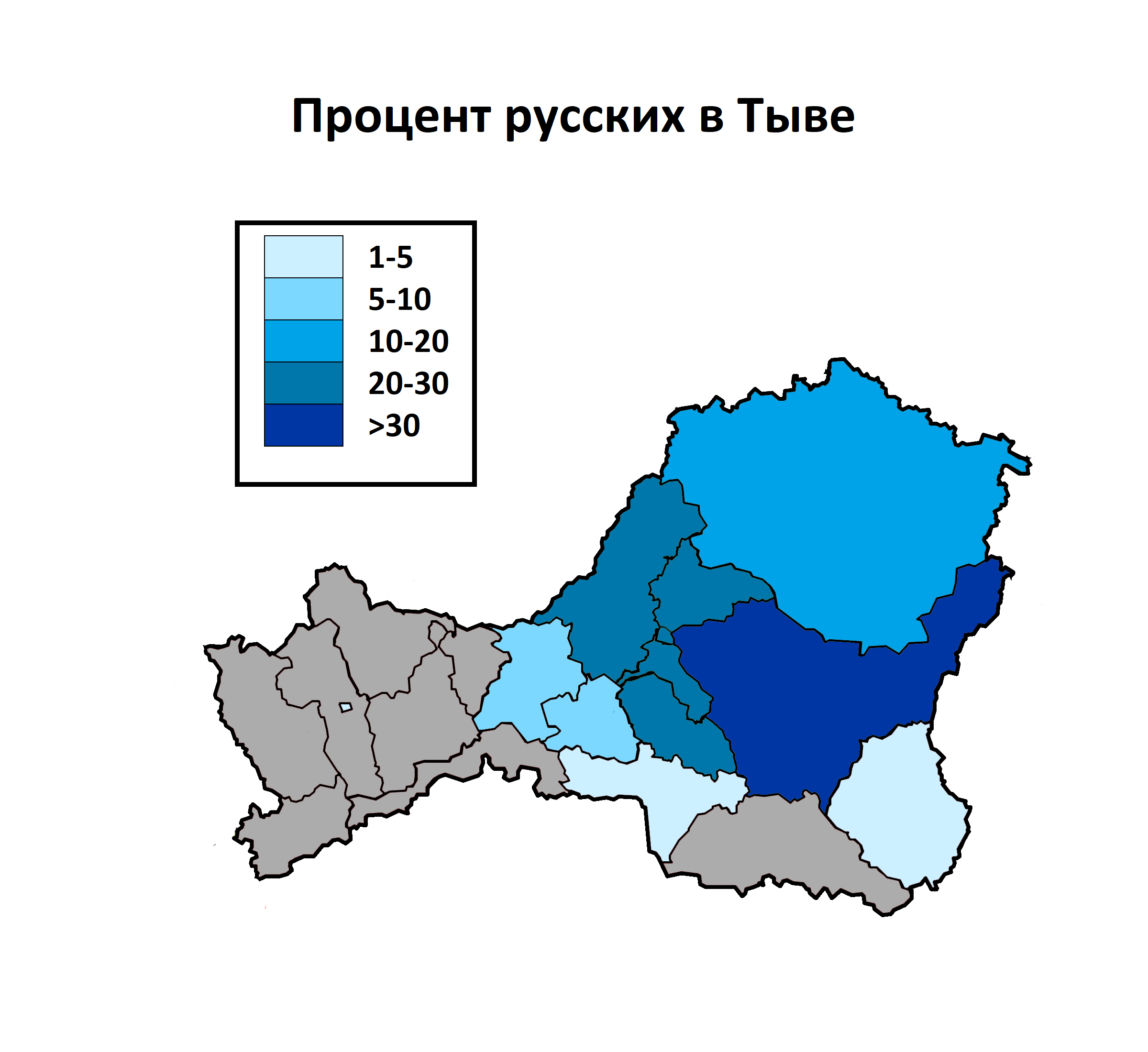
Процент русских в Тыве по данным переписи 2010 г.

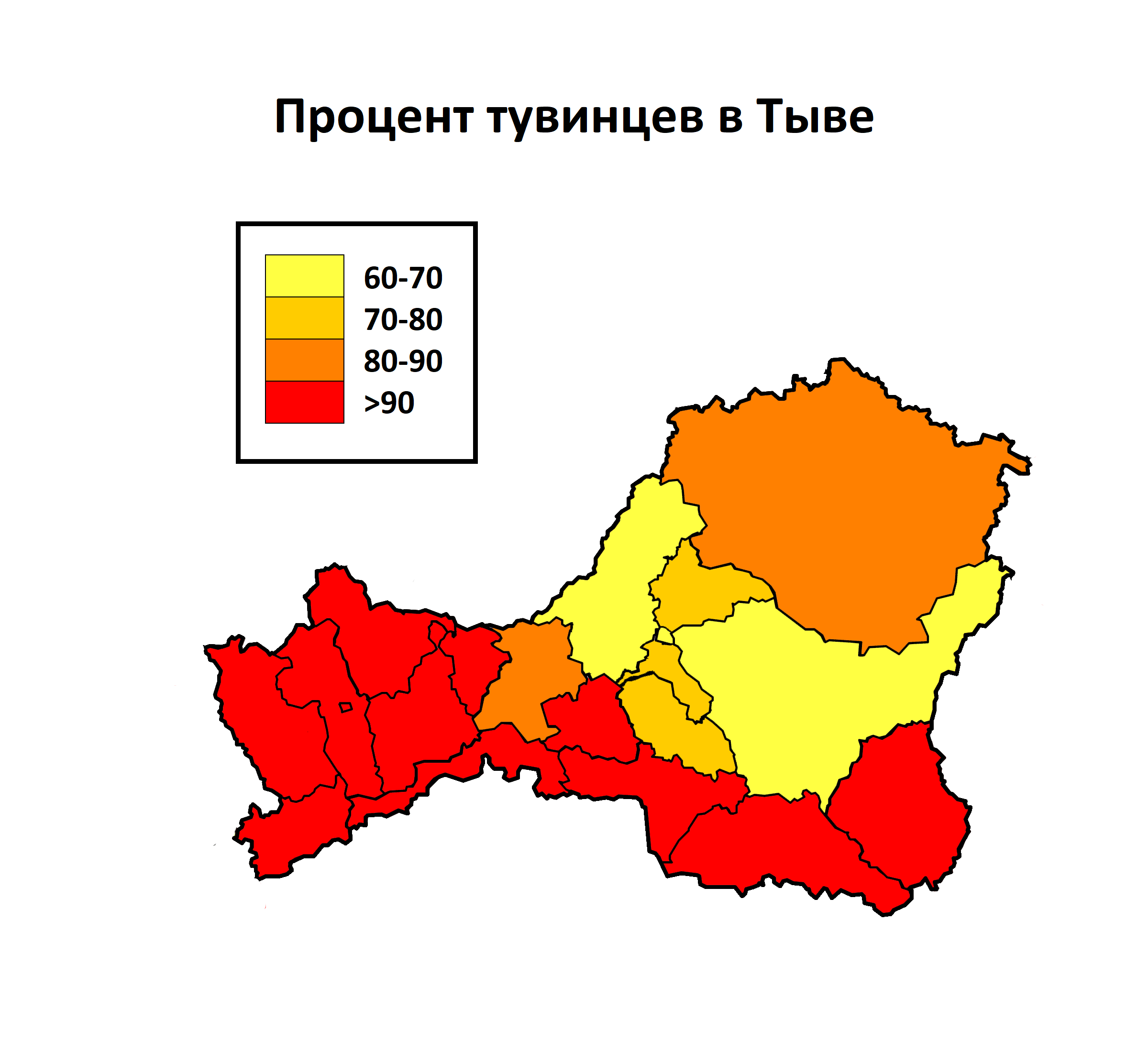
Процент тувинцев в Тыве по данным переписи 2010 г.

Республика Тыва — многонациональная республика. На её территории проживает множество национальностей, каждая из которых обладает уникальными особенностями материальной и духовной культуры. По данным Всероссийской переписи населения 2010 года среди лиц, указавших свою национальную принадлежность, самую большую долю в составе населения Тувы составляли тувинцы (82 %), второе место занимали русские (более 16 %). В оставшиеся 4 % входили хакасы, татары, украинцы, армяне, киргизы, буряты и другие национальности. Наименьшая доля русских после Восточного Кавказа.
Удельный вес основных национальностей Тывы в 1918—2010 годах:
| Народ   | 1918    | 1931    | 1944    | 1959   | 1970   | 1979   | 1989   | 2002   | 2010   | 2021   |
| ------- | ------- | ------- | ------- | ------ | ------ | ------ | ------ | ------ | ------ | ------ |
| Тувинцы | 80,0 %  | 79,0 %  | 85,0 %  | 57,0 % | 58,6 % | 60,5 % | 64,3 % | 77,0 % | 82,0 % | 88,7 % |
| Русские | 20,0* % | 21,0* % | 15,0* % | 40,1 % | 38,3 % | 36,2 % | 32,0 % | 20,1 % | 16,3 % | 10,1 % |
| Хакасы  | …       | …       | …       | 1,0 %  | 0,9 %  | 0,8 %  | 0,7 %  | 0,4 %  | 0,3 %  | 0,1 %  |

* — русские и другие народы. Сокращение доли и абсолютной численности русских в 1944 году связано с мобилизацией значительной части взрослых мужчин в Красную армию.
Национальный состав по данным переписей населения 1959, 1989, 2002 и 2010 годов
|                           | 1959 чел. | %        | 1989 чел. | %        | 2002 чел. | % от всего | % от указав- ших нацио- наль- ность | 2010 чел. | % от всего | % от указав- ших нацио- наль- ность | 2021 чел. | % от всего | % от указав- ших нацио- наль- ность |
| ------------------------- | --------- | -------- | --------- | -------- | --------- | ---------- | ----------------------------------- | --------- | ---------- | ----------------------------------- | --------- | ---------- | ----------------------------------- |
| всего                     | 171 928   | 100,00 % | 308 557   | 100,00 % | 305 510   | 100,00 %   |                                     | 307 930   | 100,00 %   |                                     | 336 651   | 100,00 %   |                                     |
| Тувинцы                   | 97 996    | 57,00 %  | 198 448   | 64,31 %  | 235 313   | 77,02 %    | 77,02 %                             | 249 299   | 80,96 %    | 82,04 %                             | 279 789   | 83,11 %    | 88,66 %                             |
| Русские                   | 68 924    | 40,09 %  | 98 831    | 32,03 %  | 61 442    | 20,11 %    | 20,11 %                             | 49 434    | 16,05 %    | 16,27 %                             | 31 927    | 9,48 %     | 10,12 %                             |
| Киргизы                   |           |          | 64        | 0,02 %   | 520       | 0,17 %     | 0,17 %                              | 628       | 0,20 %     | 0,21 %                              | 378       | 0,11 %     | 0,12 %                              |
| Хакасы                    | 1 726     | 1,00 %   | 2 258     | 0,73 %   | 1 219     | 0,40 %     | 0,40 %                              | 877       | 0,28 %     | 0,29 %                              | 359       | 0,11 %     | 0,11 %                              |
| Армяне                    |           |          | 299       | 0,10 %   | 500       | 0,16 %     | 0,16 %                              | 512       | 0,17 %     | 0,17 %                              | 289       | 0,08 %     | 0,09 %                              |
| Китайцы                   |           |          |           |          | 18        | 0,01 %     | 0,01 %                              | 33        | 0,01 %     | 0,01 %                              | 223       | 0,07 %     | 0,07 %                              |
| Татары                    | 481       | 0,28 %   | 1071      | 0,35 %   | 584       | 0,19 %     | 0,19 %                              | 352       | 0,11 %     | 0,12 %                              | 180       | 0,05 %     | 0,06 %                              |
| Буряты                    | 263       | 0,15 %   | 570       | 0,18 %   | 436       | 0,14 %     | 0,14 %                              | 313       | 0,10 %     | 0,10 %                              | 180       | 0,05 %     | 0,06 %                              |
| Украинцы                  | 1105      | 0,64 %   | 2208      | 0,72 %   | 832       | 0,27 %     | 0,27 %                              | 493       | 0,16 %     | 0,16 %                              | 107       | 0,03 %     | 0,03 %                              |
| Узбеки                    |           |          | 523       | 0,17 %   | 161       | 0,05 %     | 0,05 %                              | 253       | 0,08 %     | 0,08 %                              | 99        | 0,03 %     | 0,03 %                              |
| Азербайджанцы             |           |          | 196       | 0,06 %   | 304       | 0,10 %     | 0,10 %                              | 159       | 0,05 %     | 0,05 %                              | 76        | 0,02 %     | 0,02 %                              |
| Казахи                    |           |          | 191       | 0,06 %   | 117       | 0,04 %     | 0,04 %                              | 50        | 0,02 %     | 0,02 %                              | 73        | 0,02 %     | 0,02 %                              |
| Корейцы                   | 59        | 0,03 %   | 117       | 0,04 %   | 188       | 0,06 %     | 0,06 %                              | 162       | 0,05 %     | 0,05 %                              | 57        | 0,02 %     | 0,02 %                              |
| Грузины                   |           |          | 129       | 0,04 %   | 111       | 0,04 %     | 0,04 %                              | 85        | 0,03 %     | 0,03 %                              | 52        | 0,02 %     | 0,02 %                              |
| Башкиры                   |           |          | 219       | 0,07 %   | 101       | 0,03 %     | 0,03 %                              | 59        | 0,02 %     | 0,02 %                              | 46        | 0,01 %     | 0,01 %                              |
| Чуваши                    | 144       | 0,08 %   | 405       | 0,13 %   | 195       | 0,06 %     | 0,06 %                              | 98        | 0,03 %     | 0,03 %                              | 45        | 0,01 %     | 0,01 %                              |
| Монголы                   |           |          | 8         | 0,00 %   | 58        | 0,02 %     | 0,02 %                              | 47        | 0,02 %     | 0,02 %                              | 34        | 0,01 %     | 0,01 %                              |
| Немцы                     | 61        | 0,04 %   | 260       | 0,08 %   | 153       | 0,05 %     | 0,05 %                              | 87        | 0,03 %     | 0,03 %                              | 26        | 0,01 %     | 0,01 %                              |
| Белорусы                  | 163       | 0,09 %   | 556       | 0,18 %   | 220       | 0,07 %     | 0,07 %                              | 99        | 0,03 %     | 0,03 %                              | 20        | 0,01 %     | 0,01 %                              |
| Мордва                    | 234       | 0,14 %   | 334       | 0,11 %   | 106       | 0,03 %     | 0,03 %                              | 56        | 0,02 %     | 0,02 %                              | 13        | 0,00 %     | 0,00 %                              |
| другие                    | 772       | 0,45 %   | 1 861     | 0,60 %   | 2 929     | 0,96 %     | 0,96 %                              | 761       | 0,25 %     | 0,25 %                              | 1 585     | 0,47 %     | 0,50 %                              |
| указали национальность    | 171928    | 100,00 % | 308 548   | 100,00 % | 305 507   | 100,00 %   | 100,00 %                            | 303 857   | 98,68 %    | 100,00 %                            | 315 558   | 93,73 %    | 100,00 %                            |
| не указали национальность | 0         | 0,00 %   | 9         | 0,00 %   | 3         | 0,00 %     |                                     | 4 073     | 1,32 %     |                                     | 21 093    | 6,27 %     |                                     |

## Общая карта
Легенда карты (при наведении на метку отображается реальная численность населения):
|  | Республиканский центр, 131 981 чел. |
|  | от 10 000 до 20 000 чел.            |
|  | от 5000 до 10 000 чел.              |
|  | от 3000 до 5000 чел.                |
|  | от 1000 до 3000 чел.                |

## Религия
Согласно масштабному опросу исследовательской службы «Среда», проведённому в 2012 году, пункт «Исповедую буддизм» выбрали 62 % опрошенных, «не верю в бога» — 12 %. Пункт «Исповедую традиционную религию предков, поклоняюсь богам и силам природы» в республике Тува выбрали 8 % опрошенных — пятый результат в РФ, «верю в бога (в высшую силу), но конкретную религию не исповедую» — 8 %, «Исповедую православие и принадлежу к РПЦ» — 1 %. Остальные — меньше 1 %.

## Межнациональные отношения
В апреле 2016 года в республике появился Союз русскоязычных граждан «Россияне», созданный для защиты их прав. Организация в письме к президенту РФ Владимиру Путину заявляла о наличии в регионе дискриминации при отборе управленческих кадров (среди членов правительства русских трое, из 17 глав районов — один, а среди председателей районных избиркомов — ноль) и проблем с преподаванием русского языка. В мае пришёл ответ, в котором было указано, что сообщение Союза «не содержит сути предложения, заявления или жалобы, а только ссылку на файл вложение», а значит, «дать ответ по существу его содержания не представляется возможным». В июле 2016-го  глава Федерального агентства по делам национальностей Игорь Баринов приводил данные закрытого социологического исследования, по которым в Туве на дискриминацию по национальному признаку жалуются 26 % граждан.